# جین باتلر
جین باتلر (انگلیسی: Jean Butler؛ زادهٔ ۱۴ مارس ۱۹۷۱) یک هنرپیشه، و طراح رقص اهل ایالات متحده آمریکا است.